# Jalle de Castelnau
La Jalle de Castelnau ou Jalle de Tiquetorte ou Estey de Tayac est un affluent de la Gironde.

## Géographie
De 16,7 km de longueur.